# Бенгальський султанат
Бенгальський султанат (перс. سلطان بنگال, бенг. বাংলা সালতানাত) — мусульманська держава на території сучасної Індії, що існувала біля Бенгальської затоки з 1287 по 1576 рік з деякими перервами. Вела тривалі війні з племенами Ассаму, династією Редді, Гаджапатським царством, Делійським султанатом. Зрештою у 1576 році підкорено військами Імперії Великих Моголів.

## Історія
Бенгалія була одним з регіонів, що тривалий час чинила спротив мусульманським загарбникам. У 1203 році була зрештою завойована, а в 1225-му — увійшла до складу Делійського султанату. Утім, з огляду на віддаленість від столиці управління тут перебрали афганські племена, які були основою загонів загарбників. Водночас вождям цих племен довелося встановлювати мирні стосунки з місцевою знаттю, яка все ще мала значний вплив.
З послабленням у 1250-х роках центрального уряду в Бенгалії починаються дедалі більше виявлятися незалежницькі тенденції. 1279 року Тогрул Туган-хан, валі (намісник) Бенгалії, спробував відвоювати самостійність. Він прийняв титул султана, але незабаром зазнав поразки у війні проти делійського султана Гійяс-уд-діна Балбана. На деякий час у Бенгалії встановлено жорсткий контроль, проте вже після смерті Балбана у 1287 році його син Бугра-хан зумів домогтися незалежності від власного сина, що став новим делійським султаном — Муїз-уд-дін Кейкабада.
Спокійне правління бенгальський султанів тривала до 1301 року, коли розпочалася боротьба за трон, що призвело до втручання у справи Бенгалії делійського султана Алауддін Хілджі, який встановив над нею зверхність. У 1324 році — приєднано до Делійського султанату.
Лише в 1340-х роках проявляються самостійницькі наміри, що було пов'язано з незграбною внутрішньою та зовнішньою політикою султана Мухаммада бін Туґлака. У 1342 році валі Шамс-уд-Дін Ільяс-шах оголосив про свою незалежність. На початку існування держави султани Бенгалії домагалися двох цілей: визнання свого статусу з боку Делі та розширення влади в долині Гангу і Бенгальській затоці. Спочатку вдалося підкорити невеличкі князівства Лахнаут, Сонаргаон і Сатгаон. Протягом 1352—1353 років вдало завершилася війна проти делійського султана Фіроз Шаха, чим було забезпечено на тривалий час незалежність Бенгальського султанату.
В подальшому султанат скористався послабленням Делі для розширення володінь уздовж річки Ганг. Водночас велися успішні війни проти племен Ассаму. До 1400 року було підкорено землі сучасної Бангладеш, штатів Біхар, Орісса. Втім боротьба за трон протягом 1411—1414 років знову послабила султанат. У 1414 році в результаті заколоту постала нова династія, відома як Раджа Ганеш (предки були прихильниками індуїзму). Протягом 1420-1430-х років розширення Бенгальського султанату тривало. В цей час встановлено зверхність над державою Аракан (в сучасній М'янмі), практично підкорено області в середній течії Гангу.
Втім з 1435 року починається тривалий період державних заколотів, що з одного боку послабляло державу в середині, а з іншого — кожний новий султан намагався довести власну спроможність керувати великою державою, що вело до посилення зовнішньої агресії. В цей час було підкорено південні райони Ассаму. У 1440-1460-х роках точилися запеклі війні з Гаджапатським царством, що завершилися поразкою бенгальських султанів. Протягом 1487—1494 років фактична влада знаходилася у мамлюків з числа абіссінських рабів.
З 1494 року починається поступове відродження султанату. До 1520 року вдалося відновити колишні кордони, що тепер межували з Джаунпурським султанатом на півночі. На північно сходу було практично повністю підкорено Ассам, заново встановлено зверхність над Араканом. Але вже з кінця 1520-х років султанат заново занурився у боротьбу за трон.
Внаслідок постійних заколотів, внутрішньої боротьби, війн з сусідами султанат значно послабшав. Цим вирішили скористатися володарі Делійського султанату, які у 1538 році завдали низки поразок бенгальським військам, поваливши владу тамтешнього володаря. До 1554 року Бенгалія знаходилася до складу Делійської держави, коли внаслідок внутрішнього протистояння серед членів правлячої династії бенгальський валі Мухаммад Хан Сурі оголосив себе незалежним володарем. Втім територія Бенгальського султанату зменшилася, оскільки відпав Біхар, а на східних землях утворилося царство М'яу-У.
У 1565 році постала нова династія — Каррані. Втім спроба її султанів зберегти свою незалежність перед зростаючою міццю імперії Великих Моголів виявилася марно. Зрештою у 1576 році у битві при Раджа Махалі бенгальські війська зазнали нищівної поразки, а бенгальський султанат увійшов до могольської імперії як Бенгальська суба.

## Територія
Бенгальський султанат не мав стабільних кордонів, вони час від часу змінювалися. В період розквіту охоплював або мав зверхність над князівствами в сучасних індійських штатах Західна Бенгалія, Біхар, Орісса, Джхаркханд, Трипур, частково Уттар-Прадеш, Сіккім, Нагаленд, Ассам, Меґхалая, Мізорам а також східні області Непалу, південно-західній райони М'янми.

## Державний устрій
Повнота влади належала султану, який з власною волі призначав на посади, дарував маєтності. Часто султани додатково приймали титули шахів або шах-ін-шахів. Джалал ад-дін Мухаммед-шах у 1433 році прийняв титул халіфа. В управлінні спирався на власну родину, вищу аристократію та мусульманське духівництво. При цьому значною владою були наділені військовики. Водночас з огляду з наявність переважно індуїстського населення султани також надавали пільги та залучали до влади місцевих брахманів та кштаріїв.
Територія була поділено на 18 провінцій, куди султан призначав валі (намісника). Центрами провінцій були так званні монетні міста, оскільки в них відбувалося карбування державної монети. В свою чергу провінції поділялися на сільські райони (паргани).

## Економіка

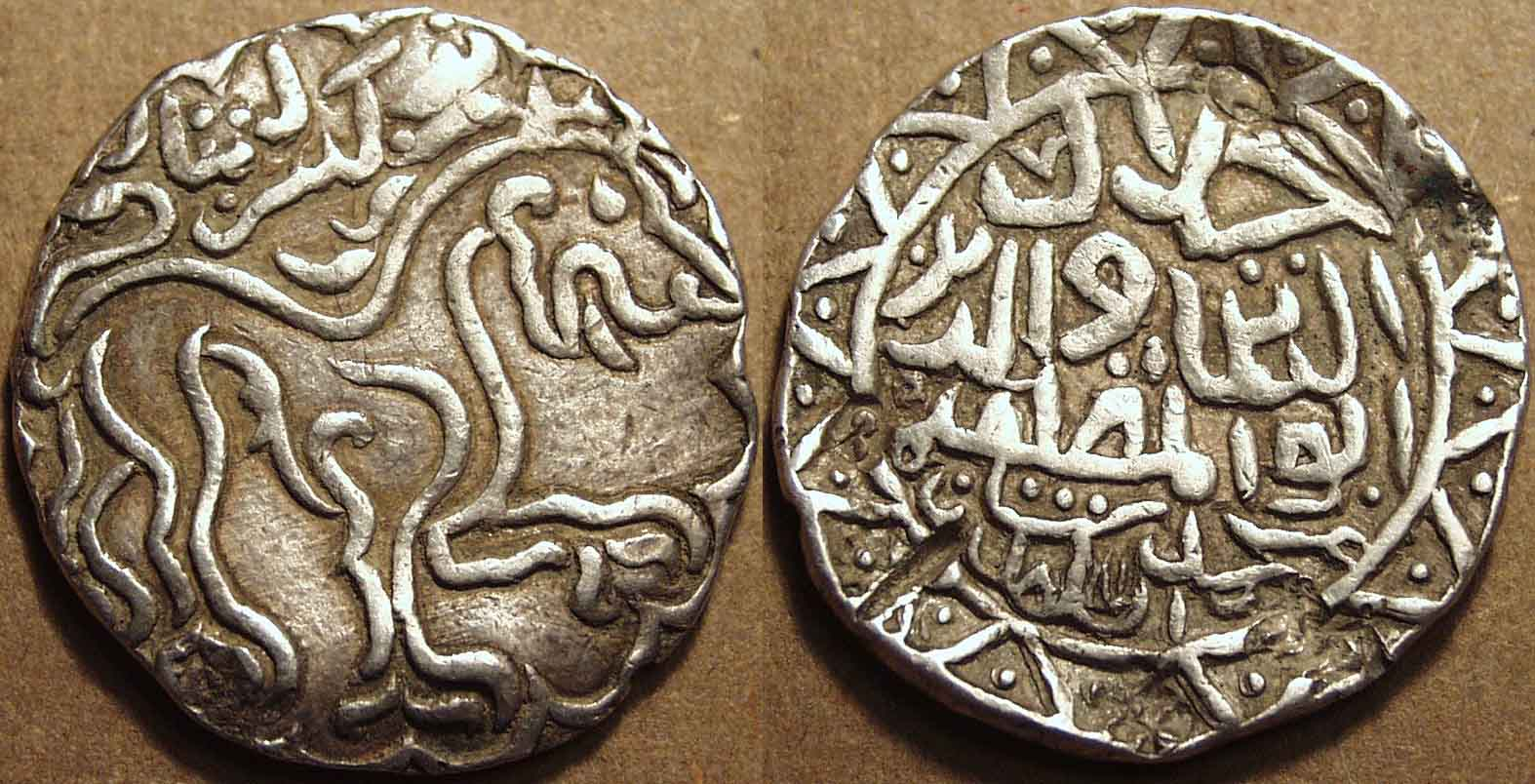
Монета Джалал-уд-Діна Мухаммеда-шаха

Основою були сільське господарство та ремісництво, частково скотарство. Гарний клімат сприяв значному врожаю рису та цукрової тростини. Також було налагоджено виробництво шовкових і бавовняних тканин, зброї, прикрас і вироби з золота, срібла й міді. Була розвинена суднобудівна галузь.
Господарство спочатку залишалося натуральним. Харчі та ремісничі вироби надходили головним чином для задоволення потреб султана, його придворних і найманої армії. Згодом було встановлено податки на землі для заміндарів. Водночас впроваджено власну монету — срібний така.
Вигідне географічне становище сприяло розвитку торгівлі. Найбільш освоєною торговою артерією був Ганг з його притоками. Також шляхом каботажної торгівлі везли товари на південь Індостану, до Пегу, Малакки, Суматри. Було встановлено торговельні стосунки з династією Мін, що правила в Китаї, о. Шрі-Ланка, Мальдівськими островами, Аджуранським султанатом, Абісиінією. Вивозили рис, ремісничі вироби (насамперед шовкові та бавовняні тканини), прянощі, сіль, прикраси, коштовні метали, фрукти, поширення набула також работоргівля. Завозили коней, цінні мушлі, рабів, рідкісних тварин, прянощі. Існувала також посередницька торгівля: бенгальські купці вивозили з Африки товари, які потім продавали на ринку Маллаки, або навіть вивозили до Китаю. Внутрішня торгівля була менш розвинена, ніж зовнішня. Вона охоплювала торгівлю харчами, виробами для сільського господарства, будівельним камінням.
В часи династії Сурідів розширено торговельні зв'язки з державою Тимуридів, Мамлюкським Єгиптом. Після появи португальців в Бенгальській затоці на початку 1510-х років було надано дозвіл на будівництво їх факторії в Читтгонзі. разом з тим останні поступово перехопили у бенгальців посередницьку торгівлю.

## Культура

### Мова
Для складання офіційних паперів та спілкування при дворі султана використовувалася перська мова. Також доволі поширеною була арабська (переважно серед арабської спільноти). Втім більшість населення розмовляла мовою бенгалі. Крім того, на околицях держави сільське населення, ремісники використовували місцеві мови, зокрема орія, біхарі та ін.

### Релігія
Панівною релігією був іслам, значний вплив серед мусульман мало шиїтське духівництво. Водночас султани підтримували прибуття мусульман з Афганістану, Середньої Азії, Персії.

### Архітектура
Значний вплив на розвиток мистецтва та літератури бенгальського султанату справила культура Персії (доісламського і ісламського періодів). Великі будівельні проекти фінансово підтримувалися султанами та знаттю. Архітектура цього часу поєднувала міську забудову та зведення мечетей. місцеві майстри винайшли власний архітектурний стиль, для якого характерні криволінійні дахи, кутові вежі та складні квіткові різьблення, використання містків, арок з брамами. Зазвичай при зведенні будівель застосовувалися глиняні цеглини та теракота, дещо рідше — будівельний камінь.
Мечеті мали численні купола або єдиний купол, багаторозроблені міграби та мінбори, а також були відсутні мінарети. Яскравим прикладом своєрідності бенгальської султанської архітектури є мечеть Гунбад (інша назва «Мечеть Шістьдесяти куполів», внесено до перелік Всесвітньої спадщини ЮНЕСКО), що має заввишки 49 м і завширшки 33 м, 77 низьких куполів у 7 рядків та по 1 куполу на кожному розі.
Водночас створюються індуїстські храми, проте переважно у сільській місцині. Стилі покрівлі включали традиційні — ек-бангла (дах з 2 похиленими боками), йор-бенгла (поєднання двох будівель з дахами стилю ек-бенгла, по середині, де вони поєднують, дах увігнутий), чар-чала (дах складається з чотирьох частин), ек-ратна (плаский дах з баштою посередині).

## Султани

### Мамлюкська династія
- Бугра-хан 1287—1291
- Рукн ад-дін Кайкаус 1291—1301
- Шамс ад-дін Фіруз-шах 1301—1322
- Гіяс ад-дін Багадур-шах I 1322—1324

- у складі Делійського султанату 1324—1342

### Ільяс-шахи
- Шамс ад-дін Ільяс-шах 1342—1358
- Сікандар-шах I 1358—1390
- Гіяс ад-дін Азам-шах 1390—1411
- Сайф ад-дін Гамза-шах 1411—1413
- Мухаммед-шах 1413
- Шихаб ад-дін Баязид-шах 1413—1414
- Ала ад-дін Фіруз-шах I 1414

### Династія Раджи Ганеші
- Раджа Ганеша 1414—1415 вперше
- Джалал ад-дін Мухаммед-шах 1415—1416 вперше
- Раджа Ганеша 1416—1418 вдруге
- Джалал ад-дін Мухаммед-шах 1418—1433 вдруге
- Шамс ад-дін Ахмад-шах 1433—1435

### Ільяс-шахи
- Насір ад-дін Махмуд-шах 1435—1459
- Рукн ад-дін Барбак-шах 1459—1474
- Шамс ад-дін Юсуф-шах 1474—1481
- Сікандар-шах II 1481
- Джалал ад-дін Фатіх-шах 1481—1487

### Династія Хабші
- Гіяс ад-дін Барбак-шах 1487—1488
- Сайф ад-дін Фіруз-шах 1488—1490
- Кутб ад-дін Махмуд-шах 1490—1490
- Шамс ад-дін Музаффар-шах 1490—1494

### Хусейн-шахи
- Ала ад-дін Хусейн-шах 1494—1519
- Насір ад-дін Нусрат-шах 1519—1533
- Ала ад-дін Фіруз-шах II 1533
- Гіяс ад-дін Махмуд-шах 1533—1538

- у складі Делійського султанату 1538—1554

### Суріди
- Шамс ад-дін Мухаммед-шах 1554—1555
- Гіяс ад-дін Багадур-шах II 1555—1561
- Гіяс ад-дін Джалал-шах 1561—1563
- Гіяс ад-дін Багадур-шах III 1563—1564

### Династія Каррані
- Тадж-хан Каррані 1564—1566
- Сулейман-хан Каррані 1566—1572
- Баязид-хан 1572
- Дауд-хан Каррані 1572—1576